# Оксид титана(III)
Оксид титана(III) — бинарное неорганическое соединение металла титана и кислорода с формулой Ti2O3, тёмно-фиолетовые кристаллы, не растворимые в воде.

## Получение
- Восстановление углеродом оксида титана(IV):

{\displaystyle {\mathsf {2TiO_{2}+C\ {\xrightarrow {870^{o}C}}\ Ti_{2}O_{3}+CO}}}
- Действие смеси водорода и хлорида титана(IV) на оксид титана(IV):

{\displaystyle {\mathsf {3TiO_{2}+2H_{2}+TiCl_{4}\ {\xrightarrow {1400^{o}C}}\ 2Ti_{2}O_{3}+4HCl}}}
- Восстановление оксида титана(IV) металлическим титаном:

{\displaystyle {\mathsf {3TiO_{2}+Ti\ {\xrightarrow {1500^{o}C}}\ 2Ti_{2}O_{3}}}}
Последним способом получают наиболее чистый оксид титана(III).

## Физические свойства
Оксид титана(III) образует тёмно-фиолетовые кристаллы 
гексагональной сингонии, пространственная группа R 3c, параметры ячейки a = 0,5144 нм, c = 1,364 нм, Z = 6.
При 200°С происходит переход в другую гексагональную фазу.

## Химические свойства
- При нагревании до 1800 °C диспропорционирует:

{\displaystyle {\mathsf {Ti_{2}O_{3}\ {\xrightarrow {T}}\ TiO+TiO_{2}}}}
- Окисляется при нагревании на воздухе:

{\displaystyle {\mathsf {2Ti_{2}O_{3}+O_{2}\ {\xrightarrow {1000^{o}C}}\ 4TiO_{2}}}}
- Восстанавливается металлическим титаном при температуре выше 1500 °C:

{\displaystyle {\mathsf {Ti_{2}O_{3}+Ti\ {\xrightarrow {>1500^{o}C}}\ 3TiO}}}